# 斯沃弗姆
斯沃弗姆（Swaffham），或斯瓦弗漢姆，是英格蘭諾福克郡的一個城鎮的民政教區。斯瓦弗漢姆面積11.42 sq mi（29.6 km2），2001年時有人口6,935人。